# Jäsning
För andra betydelser, se Jäsning (olika betydelser).

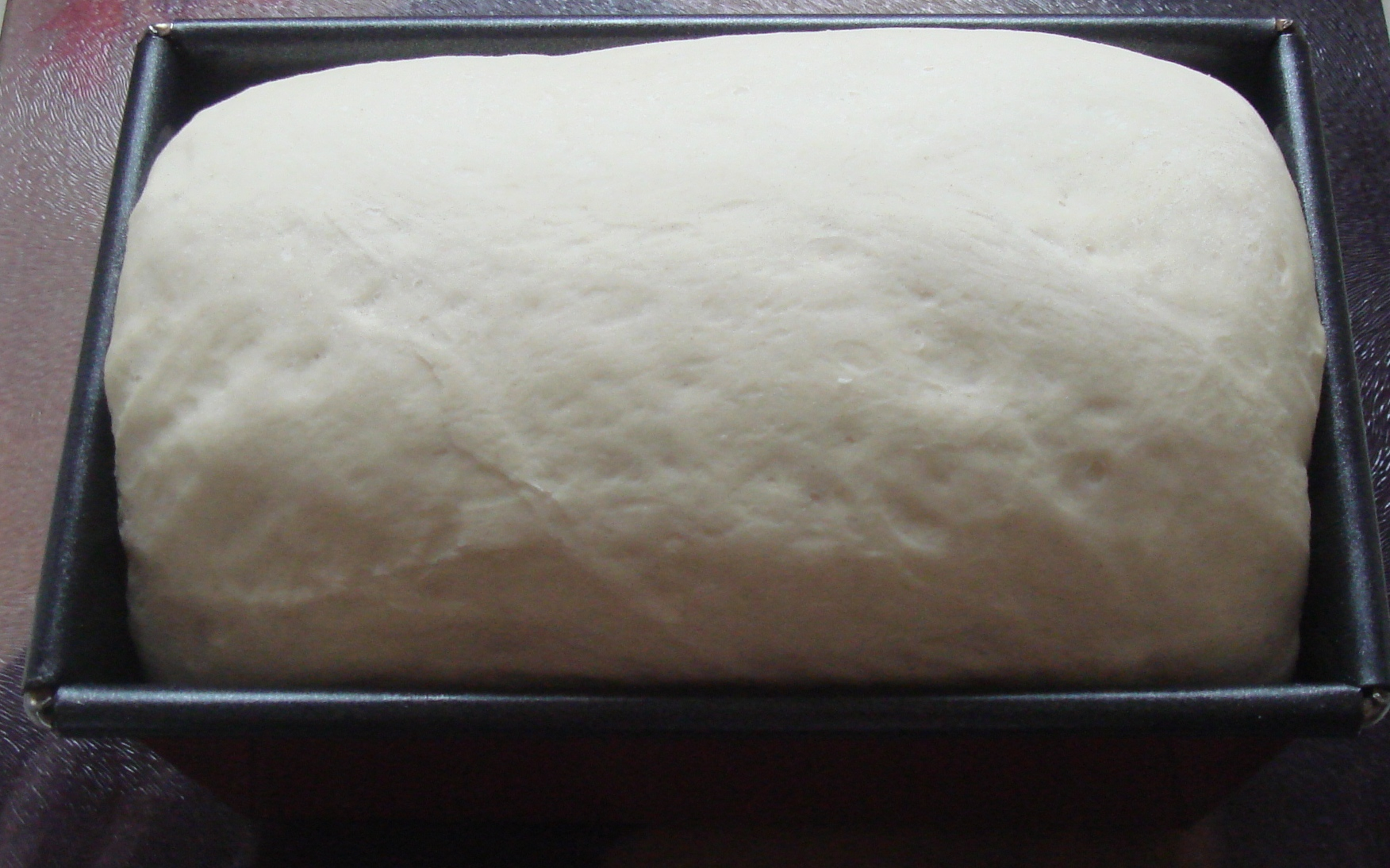
En bröddeg som jäst och är redo att bakas färdig i ugn.

Jäsning eller fermentering innebär ofullständig oxidation av organiska föreningar utan syre. Jäsning är således en anaerob process, och den kan exempelvis leda till att organiska syror, alkoholer, vätgas eller koldioxid bildas. Jäsningsprocesserna är exoterma, det vill säga frigör energi. Jäsning/fermentering kan utföras av många olika typer av organismer, bland annat i människans muskelceller vid intensivt arbete eller av olika typer av mikroorganismer. Inom mikroorganismerna kan såväl jästsvampar som bakterier orsaka olika former av fermentering. Jäsningsprocesser har många praktiska och tekniska tillämpningar. Redan under bronsåldern användes jäsning för att konservera mat.
Genom inflytande från det engelska uttrycket fermentation, som kan översättas till jäsning, syrning och fermentation, förekommer uttrycket fermentering (eller någon gång fermentation) inom vissa användningsområden. Inom (industriell) bioteknik använder man ofta uttrycket fermentering för alla former av produktionsprocesser som inbegriper levande mikroorganismer, både anaeroba och aeroba processer. Den vetenskap som studerar jäsning kallas zymologi, med ett ålderdomligt uttryck användes även jäsningslära. Zymologi räknas som ett delområde inom bioteknik.

## Jäsningens biokemi
Vanliga substrat för jäsning är enkla sockerarter och andra kolhydrater. Ett exempel på jäsning är vanlig alkoholjäsning av glukos enligt summaformeln:
C6H12O6 → 2 C2H5OH + 2 CO2
I denna reaktion, som exempelvis kan utföras av Saccharomyces cerevisiae, så kallad "vanlig jäst" eller bagerijäst, bildas etanol och koldioxid. Samtidigt frigörs energi som jästen tillgodogör sig i form av "energiladdning" av två molekyler adenosintrifosfat (ATP) per molekyl glukos.
Inne i cellen sker jäsningsreaktioner i flera steg med olika mellanprodukter och inte i ett steg enligt summaformeln. Normalt används delar av glykolysen som biokemisk reaktionsväg.

## Jäsning av vegetabilier

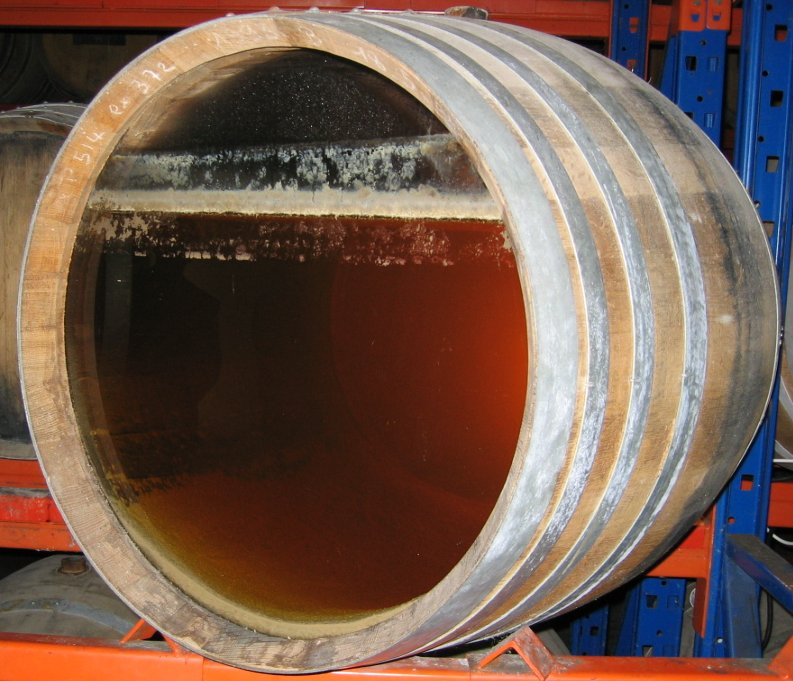
Ett tvärsnitt av ett vinfat för att visa jäsningsprocessen.

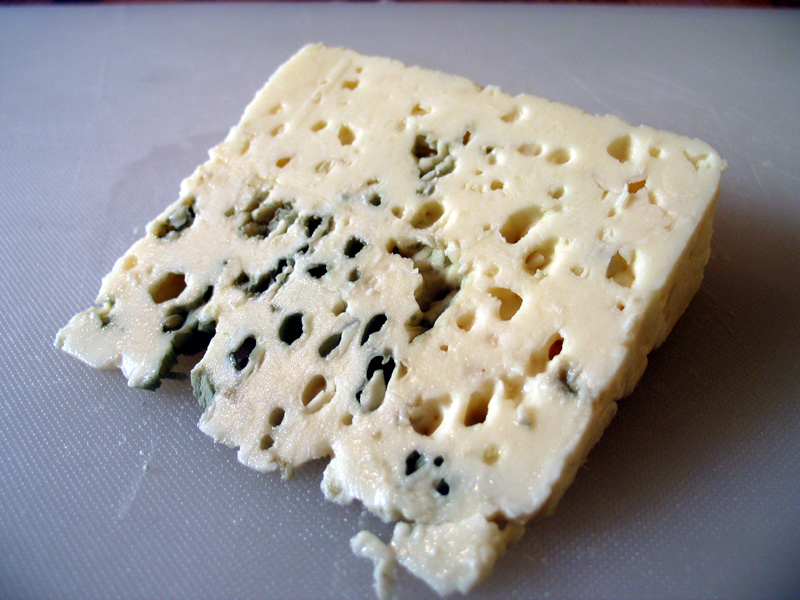
Mögelost av typen Roquefort.

Jäsning är en bred term som ofta avser olika typer av beredning av livsmedel. Ett vanligt exempel är tillverkningen av vin som sker genom att jästsvamp får växa i sockerrik druvmust. Vindruvor innehåller huvudsakligen glukos (druvsocker) och fruktos (fruktsocker). Jästen förbrukar dessa sockerarter och ger ifrån sig etanol (alkohol) och koldioxid samt en mängd andra ämnen som ger en speciell smak. Vid vinframställning är det etanolen som är eftersökt, och koldioxiden bubblar vanligen bort. När man å andra sidan jäser bröd, är det den gasformiga koldioxiden som fyller en viktig roll genom att göra brödet "fluffigt" genom att expandera vid upphettning (gräddning av brödet).
När ofarliga mikroorganismer får växa i ett födoämne, konsumerar de ämnen som andra organismer behöver för sin tillväxt. Detta gör att jäst (fermenterad) mat håller betydligt bättre än färsk. Oftast innebär jäst i livsmedel en mjölksyrajäsning vilket innebär att bakterierna producerar mjölksyra och detta brukar kallas att man syrar maten. Vid mjölksyrajäsning sänks pH-värdet vilket gör att andra bakterier som förstör maten inte trivs. Vid exempelvis surströmmingstillverkning så pågår det ett samspel mellan strömmingens egna enzymer och naturligt förekommande mjölksyrabildande bakterier som ur enkla sockerarter i fisken bildar syra. 
Även tillsättning av mögelsvamp vid tillverkning av mögelost som smaksättare är en form av fermentering. Svampens tillväxt producerar smakämnen och förhindrar att andra, skadliga mikroorganismer växer i osten.
ABE-jäsning är en jäsningsprocess vid vilken det produceras aceton, butanol och etanol. 
Citronsyra är ett mycket viktigt tillsatsämne i många livsmedel, som produceras industriellt genom fermentering med svampen Aspergillus niger.
När man tidigare tillverkade snus fermenterade man tobaken tillsammans med salter och vatten. Idag pastöriseras svenskt snus, varvid merparten av tobakens naturliga bakterieflora oskadliggörs. Cigarrtobak och amerikansk tuggtobak framställs dock fortfarande med hjälp av fermentering.

### Exempel på livsmedel som är jästa med olika metoder
- Mjölksyrajäsning
  - Crème fraiche, filmjölk, fisksås, gräddfil, isterband, kimchi, långfil, medvurst, oliver, ost, tarhana, salami, saltgurka, smör, sojasås, surkål, surströmming, yoghurt
- Mögelsvampar
  - Mögelost, tempeh
- Jäst – Alkoholjäsning
  - Vin, öl, cider, mjöd, sake
- Kombinerad svamp och bakteriejäsning
  - Kefir, kombucha

## Kroppsegen fermentering
Jäsning är också en process i kroppen. Mjölksyrabakterier (Lactobacillus) i magen bryter ned vissa kolhydrater som kroppen inte själv kan bryta ned. Dessa mjölksyrabakterier är också viktiga för att bilda vissa vitaminer.
Även människans egna celler kan utföra jäsning, i synnerhet då muskelcellerna arbetar intensivt. I denna process bildas mjölksyra som slutprodukt.

## Precisionsjäsning
Människor har använt mikroorganismer för att omvandla socker och stärkelse till fermenterade produkter som öl, vin och bröd sedan historiens gryning. Inom forskningen bedöms precisionsjäsning komma att användas för att producera väldigt många fler produkter.
Ökningen av  allergier mot mjölk från kor, laktosintolerans, utbredningen av kolesterol i blodet  och konsumenternas intresse för växtbaserad mat har till exempel ökat marknaden för alternativ till traditionella mejeriprodukter. 
I framtiden, om jäsningsmikroorganismer matas med avfallsprodukter (som överbliven "förbrukad spannmål" från bryggning eller avfallsstärkelse från växtbaserade proteiner), skulle bönder kunna skapa lågpåverkande, högvärdiga produkter av organiskt material som skulle annars går till spillo och bryts ner till växthusgaser.

## Andra produkter som fermenteras

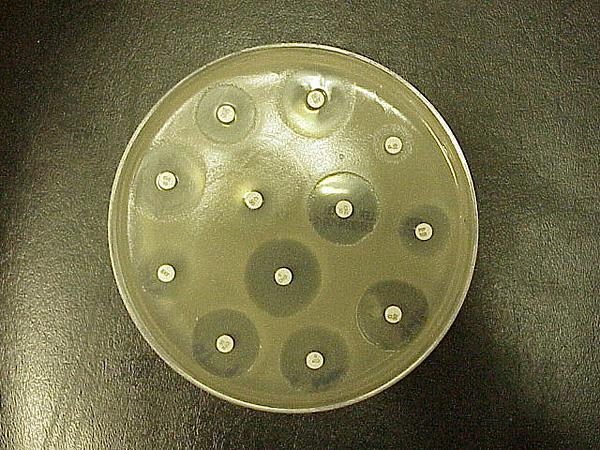
Test av antibiotikas hämmande verkan på bakterietillväxt.

Förutom inom livsmedelsindustrin är en av de viktigaste användningarna av fermentationsteknik inom läkemedelsindustrin. Exempel på viktiga läkemedel som produceras genom jäsning:
- antibiotika, till exempel penicillin, streptomycin och vankomycin
- hormoner, till exempel insulin och humant tillväxthormon
- cytostatika (cellgifter), till exempel bleomycin

En annan stor kategori av jäsningsprodukter är vissa enzymer som uttrycks under anaeroba förhållanden. Dessa produceras i stor skala för användning i till exempel tvättmedel och livsmedel.
I vissa delar av världen, exempelvis i Indien använder man sig av en jäsningsprocess för att producera färg. Exempelvis gör man svart pigment genom att ta järnskrot tillsammans med melass och låta det jäsa i två månader.
Ensilage är jäst kreatursfoder/"hö".
Honung jäses i bins honungsmagar, mjölksyrebakterier och bifidiusbakterier, 14 bakteriestammar har hittats i honung och bins magar, dessa har bina samlat ihop från en mångsidig flora. De goda bakteriena härrör från växtriket, och mångfaldigas av bina i deras magar.